# Aak

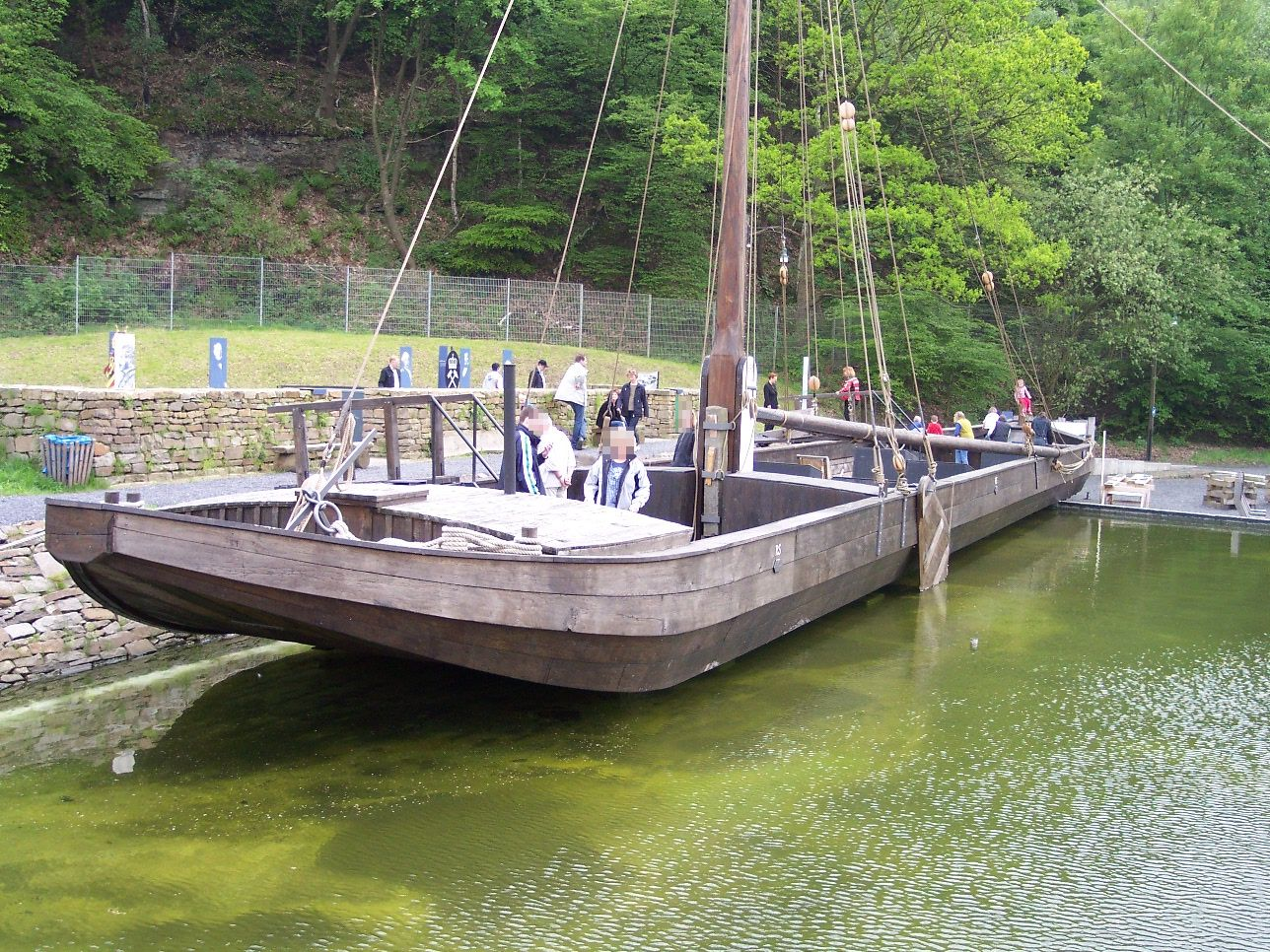
Statek typu aak na Renie

Aak – płaskodenny statek, używany w żegludze transportowej po Renie (przede wszystkim do przewozu wina).